# Церковь Святой Троицы (Балтимор)
Церковь Пресвятой Троицы (англ. Holy Trinity Russian Orthodox Church) — приходской православный храм в районе Данбар города Балтимор в штате Мэриленд. Состоит в юрисдикции Патриарших приходов Русской православной церкви в США. Здание было построено в 1866—1869 годах и ранее находилось в собственности методистской, затем лютеранской церквей. В 1919 году оно было выкуплено православной общиной, основанной русскими иммигрантами.

## Общие сведения
Здание храма Методистской епископальной церкви в Балтиморе было построено в 1866—1869 годах. Дом священника — в 1872 году. После объединения двух методитстских приходов, в 1888 году здание некоторое время арендовала баптистская община. В 1892 году оно было приобретено, вместе с домом священника, немецкой лютеранской общиной. В 1902 году церковь пострадала во время сильного шторма, но уже в следующем году была отремонтирована.
Рост численности иммигрантов из Российской империи в Данбаре и переезд большей части прихожан лютеранской общины в другие районы Балтимора, привели к тому, что 9 февраля 1919 года храм был продан православному приходу, состоявшему из русских и других славянских иммигрантов, живущих в окрестностях Вашингтон Хилл. Церковь получила название Свято-Троицкая Русская Православная Независимая Церковь. Имя Святой Троицы было выбрано, потому что здание церкви было найдено и куплено вскоре после праздника Богоявления — явления Пресвятой Троицы. Слово «независимая» было добавлено, чтобы отразить тот факт, что церковным имуществом владели прихожане, и что они не будут прямо принадлежать ни к какой конкретной епархии. Так как большинство прихожан были русскими православными, к названию добавили слова «русская православная». Церковь была освящена 31 мая 1931 года епископом Феодосием (Самойловичем) из Детроита.
Посещаемость богослужений в церкви начала сокращаться с 1930-х годов из-за того, что многие русские американцы Балтимора переехали в пригороды, оставив в Данбаре небольшую стареющую общину. Позднее численность прихожан увеличилась за счёт иммигрантов из стран Восточной Европы и Центральной Азии — бывших республик СССР. Большинство прихожан составляют православные русские, украинцы, белорусы, грузины, молдоване, узбеки и таджики. Членами церкви также являются афроамериканцы и белые американцы — представители других национальностей. Прихожане говорят, как минимум, на десяти разных языках. В церкви ежегодно проводится Русский фестиваль, посвящённый русскому наследию Балтимора.

## Список приходского духовенства
- 1919, о. Нестор Николенко
- 1919―1923, о. Иоанн Желтонога
- 1923, протоиерей Иоанн Чепелов
- 1923―1924, о. Алексий Ревера
- 1924―1930, о. Евфимий Никитин
- 1930―1932, о. Стефан Бурдиков
- 1932―1945, протоиерей Евфимий Никитин
- 1945―1947, о. Григорий Пелеш, старший
- 1948―1949, протоиерей Константин Кассаткин
- 1949―1952, протопресвитер Феодор Ковальчук
- 1952, протоиерей Петр Вердерко
- 1952―1954, архимандрит Досифей
- 1954―1958, протоиерей Петр Вердерко
- 1958, о. Александр Шпортун
- 1958―1959, о. Феодор Ванига
- 1959―1965, о. Стефан Ляшевский
- 1965―1967, о. Григорий Чэмпион
- 1967―1970, о. Брайен Келлер
- 1971―1973, о. Антоний Чилкович
- 1973, о. Михаил Леско
- 1974―1998, митрофорный протоиерей Марк Оделл
- 1998―2003, иерей Михаил Клэнси
- 2000―настоящее время, протоиерей Иоанн Васс[6]